# Parafia św. Barbary w Sosnowcu
Parafia św. Barbary w Sosnowcu – rzymskokatolicka parafia, położona w dekanacie sosnowieckim - św. Barbary, diecezji sosnowieckiej, metropolii częstochowskiej w Polsce, erygowana w 1908 roku.

## Historia
W 1361 roku pojawiła się pierwsza wzmianka o wsi Sielec. W 1806 roku uruchomiono kopalnię węgla kamiennego. 
Wieś należała do parafii Mysłowice, a po włączeniu tych terenów do królestwa kongresowego, od 17 marca 1826 roku do parafii w Niwce. W 1854 roku siedziba parafii została przeniesiona do Zagórza. Pierwszymi miejscami kultu była kaplica na zamku sieleckim i kapliczka przy ul. Gabriela Narutowicza.
2 czerwca 1902 roku z inicjatywy sosnowieckich przemysłowców, ukazem cara Mikołaja II, miejscowości Sielec, Stary Sosnowiec, Nowy Sosnowiec, Środulka, Kuźnica, Ostra Górka, Pogoń, Radocha i osada Blumenthala, zostały połączone w miasto Sosnowice.
W latach 1902–1903 nastąpił rozłam pomiędzy mieszkańcami w sprawie lokalizacji budowy kościoła, dlatego rozpoczęto budowę dwóch kościołów. W 1905 rozpoczęto budowę kościoła w Nowym Sielcu, a w 1906 roku w Starym Sielcu. W latach 1906–1907 zbudowano murowany kościół w stylu neogotyckim. 18 sierpnia 1907 roku kościół został poświęcony przez ks. Wincentego Bogackiego pw. św. Barbary. 
19 sierpnia 1908 roku dekretem administratora diecezji kieleckiej ks. Franciszka Brudzyńskiego została erygowana parafia, z wydzielonego terytorium parafii Zagórze. 
Do parafii należy kaplica Wszystkich Świętych oraz cmentarz wyznaniowy przy ulicy Generała Władysława Andersa w Sosnowcu.
Proboszczowie parafii:
1907–1908. ks. Wincenty Bogacki (rektor)
1908. ks. Jan Białecki.
1908–1912. ks. Bolesław Pieńkowski.
1912–1932. ks. Jan Smużyński.
1932–1949. ks. Władysław Mach.
1949–1972. ks. Marian Kluszczyński.
1972–1980. ks. Stefan Babczyński.
1980–1993. ks. dr Czesław Tomczyk.
1993–2006. ks. Tadeusz Stokowski.
2006–2009. ks. Stefan Wyporski.
2009–2021. ks. Włodzimierz Sęk.
2021– nadal ks. Gerard Małodobry.

## Terytorium parafii
Teren parafii obejmuje ulice: Andersa (numery 2 – 4F i stare budownictwo do nr 24), Barbary, Bażantów, Bienia, Cmentarna, Góralska, Harcerska, Jaskółek, Kanarków, Kaliska, Klimontowska, Kombajnistów, Korczaka, Kosów, Koźla, Krakusa, Kręta, Kukułek, Kuźnica, Lawendowa, Legionów, 1 Maja, Miętowa, Narutowicza (numery 2 - 48F), Podhalańska, Pogotowia, Rzeźnicza, Sądecka, Sielecka, Słowików, Sowia, Śląska, Szafranowa, Szczytowa, Szkolna (numery 1, 3, 5, 7), Tatrzańska, Wandy, Wawel, Wesoła, Witosa.